# قره‌قشلاق (شهرستان قدم‌جای)
قره‌قشلاق (به لاتین: Kara-Kyshtak) یک منطقهٔ مسکونی در قرقیزستان است که در شهرستان قدم‌جای واقع شده‌است. قره‌قشلاق ۱٬۰۶۸ نفر جمعیت دارد و ۱٬۲۰۴ متر بالاتر از سطح دریا واقع شده‌است.